# Dynastinae
Dynastinae, або жуки-носороги — підродина (іноді виокремлюють у родину) пластинчатовусих жуків. Підродина об'єднує понад 1800 видів комах від дрібного до дуже великого розміру. Ці жуки поширені по всьому світі, окрім північних регіонів Євразії та Північної Америки.

## Опис
Тіло кремезне, дрібні, середнього чи великого розміру жуки. Антени складаються з 9-10, рідше з 8 члеників, булава 3-членикова. Пігідій самців опуклий.

## Таксономія
Підродину поділяють на 8 триб.
- Agaocephalini Burmeister, 1847
- Cyclocephalini Laporte de Castelnau, 1840
- Dynastini MacLeay, 1819
- Hexodontini Lacordaire, 1856
- Oryctini Mulsant, 1842
- Oryctoderini Endrödi, 1966
- Pentodontini Mulsant, 1842
- Phileurini Burmeister, 1847